# Gare de Sessenheim
Gare de Sessenheim vasútállomás Franciaországban, Sessenheim településen.

## Vasútvonalak
Az állomást az alábbi vasútvonalak érintik:
- Strasbourg-Lauterbourg-vasútvonal

## Kapcsolódó állomások
A vasútállomáshoz az alábbi állomások vannak a legközelebb:
- Gare de Rountzenheim
- Gare de Drusenheim